# Dead Connection
Dead Connection (デッドコネクション?, Deddo Konekushon) è un videogioco arcade con atmosfere da film noir ispirate a lungometraggi del genere quali Il padrino e Gli intoccabili. Trattasi di uno sparatutto a schermata fissa edito dalla Taito nel 1992.

## Trama
La storia si svolge nel 1953 in una città non specificata degli Stati Uniti (presumibilmente New York o Chicago). Un potente boss della mafia di nome Don Nerozzia ha preso il controllo dell'intera città. Unendo la mafia a se stesso in cima alle loro operazioni, Nerozzia governa tutte le attività e ha le strade nella sua morsa. Un gruppo di vigilanti prende posizione per combattere la gang, anche per vendicare la morte della fidanzata di uno di questi (uccisa in un agguato), lanciando incursioni e imboscate nei nascondigli dei subordinati di Nerozzia.

## Modalità di gioco
Dopo aver scelto uno tra i quattro personaggi giocabili (Philip, James, Eddie e Gary), il giocatore dovrà completate otto livelli in cui l'obiettivo sarà quello di eliminare un numero determinato di gangster entro il tempo limite.
Il personaggio scelto può sparare in tutte le direzioni per colpire i nemici e gli oggetti sparsi per lo scenario. Quando ci si trova a poca distanza da un nemico, il tasto di sparo attiva un attacco in mischia, utile in molte situazioni. Oltre al classico movimento direzionale, può sdraiarsi prono per eludere i colpi di arma da fuoco ed eseguire una capriola in tutto per ripararsi rapidamente dietro tavoli, piante, pilastri, statue e altri elementi dello scenario. La vita è rappresentata da una barra della salute che si svuoterà progressivamente per ogni colpo ricevuto; quando la barra è completamente vuota e non si hanno più crediti, la partita finisce. Nel corso della sessione si possono ottenere altre armi oppure dei soldi che andranno a incrementare il punteggio totale.
Dead Connection non presenta le classiche fasi a scorrimento, ma bensì uno sfondo non mobile ma ricco di dettagli, dove la maggior parte dell'ambiente è distruttibile. Il multigiocatore si svolge in forma cooperativa, dove i due giocatori devono collaborare e affrontare un maggior numero di nemici ma con meno tempo a disposizione rispetto alla modalità singola.

## Accoglienza
In Giappone, la rivista Game Machine ha indicato Dead Connection nel numero del 1º ottobre 1992 come la diciassettesima unità arcade di maggior successo del mese.
Tim Boone di Computer and Video Games ha apprezzato l'idea alla base di Dead Connection, ma ha criticato il livello di difficoltà, ritenendolo troppo semplice e quindi noioso a lungo termine. Sebbene la grafica fosse divertente e il sonoro abbastanza buono, l'azione non mancava, ma il gioco non invogliava a essere ripetuto. Valeva la pena provarlo almeno una volta, ma l'interesse dei giocatori tendeva a scemare a causa della mancanza di sfide sufficienti nel lungo periodo, nonostante i suoi punti di forza.
Gary Harrod di Sinclair User ha descritto Dead Connection come un gioco impegnativo ma divertente, consigliando di provarlo almeno una volta, pur senza aspettative eccessive.